# 통영잠포학교
통영잠포학교는 경상남도 통영시 도산면 법송리에 있는 공립 특수학교이다. 지적장애 학생을 위한 특수교육기관으로 유치부, 초등부, 중학부, 고등부, 전공과를 두고 있다.

## 연혁
- 2008년 3월 1일 : 개교